# Gottlieb Duttweiler Institut
Das Gottlieb Duttweiler Institut (GDI) ist ein nach eigener Angabe unabhängiges Forschungsinstitut mit Sitz in Rüschlikon bei Zürich und die erste und älteste Denkfabrik der Schweiz.
Sitz des Forschungsinstituts ist in Rüschlikon im Kanton Zürich. Es wurde am 1. September 1963 gegründet. Namens- und Ideengeber ist Migros-Gründer Gottlieb Duttweiler. Basierend auf seinem Leitsatz «Der Mensch im Mittelpunkt und nicht das Kapital» erforscht und diskutiert das GDI Handel, Ernährung und Gesundheit sowie aktuelle wirtschaftliche und gesellschaftliche Themen.
Das Institut gehört zur Stiftung «Im Grüene», die vom grössten Schweizer Einzelhandelsunternehmen Migros teilfinanziert wird. Es publiziert seine Forschungsergebnisse in zahlreichen Studien und verleiht im mehrjährigen Zyklus den renommierten Gottlieb-Duttweiler-Preis. Von 1984 bis 2016 wurde die Vierteljahresschrift «GDI Impuls» publiziert.

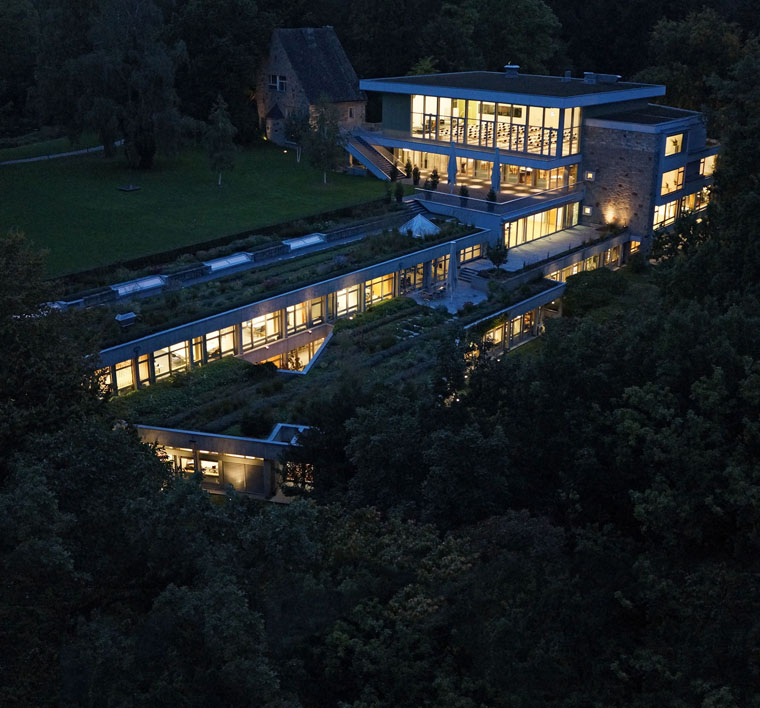
Gottlieb Duttweiler Institut 2015

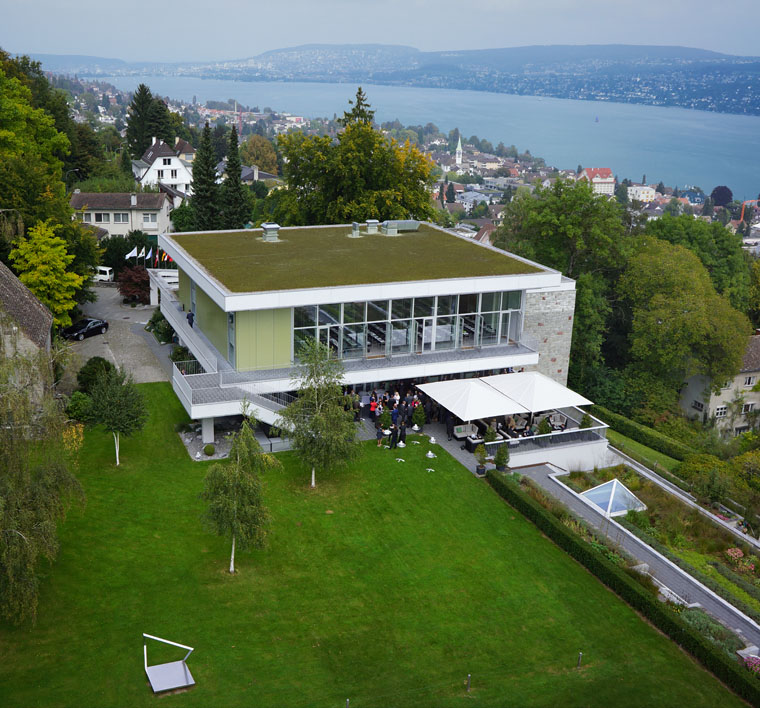
Gottlieb Duttweiler Institut, Umgebung

## Leitung
Bisherige Institutsleiter (CEO) waren:
- Jørgen Thygesen, Virum in Dänemark (1963–1964)
- Hans A. Pestalozzi, (1964–1979; 1964–1966 interimsweise, 1966–1979 regulär)
- Jürg Marx (1979–1980 interimsweise)
- Christian Lutz (1980–1998)
- David Bosshart (1999–2020)
- Lukas Jezler (2021–2025)[1]
- Seit 2025: Jennifer Somm (a. i.)[2]

## Geschichte

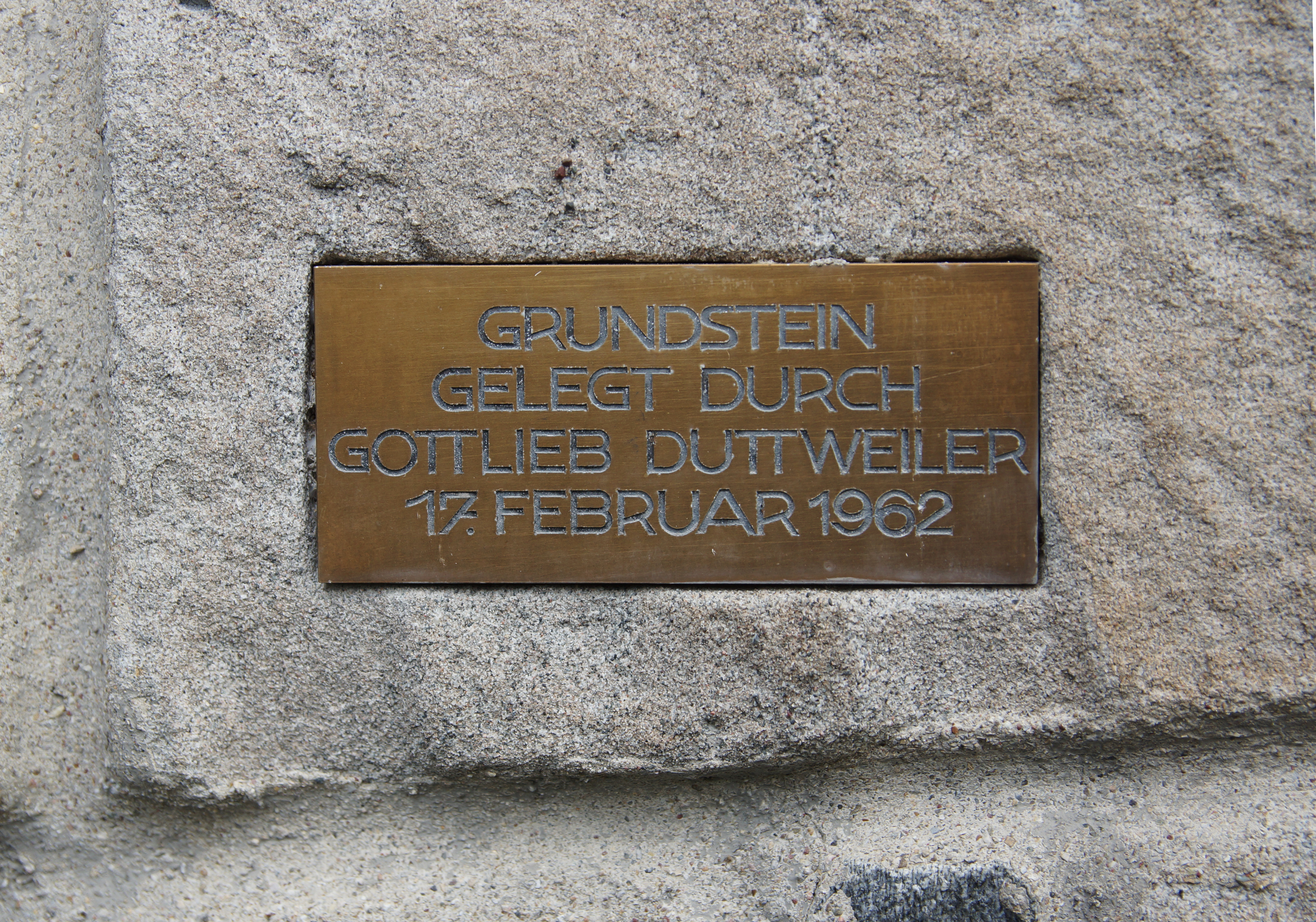
Grundstein am Gottlieb Duttweiler Institut

Bereits 1946 gründeten Adele und Gottlieb Duttweiler die Stiftung «Im Grüene», die es sich zum Ziel gesetzt hatte, ein Institut ins Leben zu rufen, welches wissenschaftliche Forschung auf dem Gebiet des Genossenschaftswesens wie auch der Warenvermittlung betreiben könnte. Sie wollten Veranstaltungen, Kurse und Versammlungen fördern, welche als Brücken von Mensch zu Mensch und von Land zu Land verstanden werden sollten.
Den «Grundstein» legte Gottlieb Duttweiler aber erst kurz vor seinem Tod im Jahre 1962. Dieses unabhängige Forschungsinstitut für wirtschaftliche und soziale Studien wurde am unteren Rande des Park «Im Grüene», dem kurzzeitigen ehemaligen Wohnsitz des Gründers, errichtet. Seine Vision der Vernetzung von Wirtschaft und Gesellschaft, seine grosse Neugierde wie auch sein sozialpolitisches Gedankengut bilden bis heute die Basis, auf welcher das GDI seine Aktivitäten aufbaut.
Hans A. Pestalozzi leitete das Institut 15 Jahre lang. Seine sozialkritischen Gedanken, 1980 veröffentlicht in seinem Buch M-Frühling. Vom Migrosaurier zum menschlichen Mass, führten 1979 zu seiner fristlosen Entlassung.

## Ziele

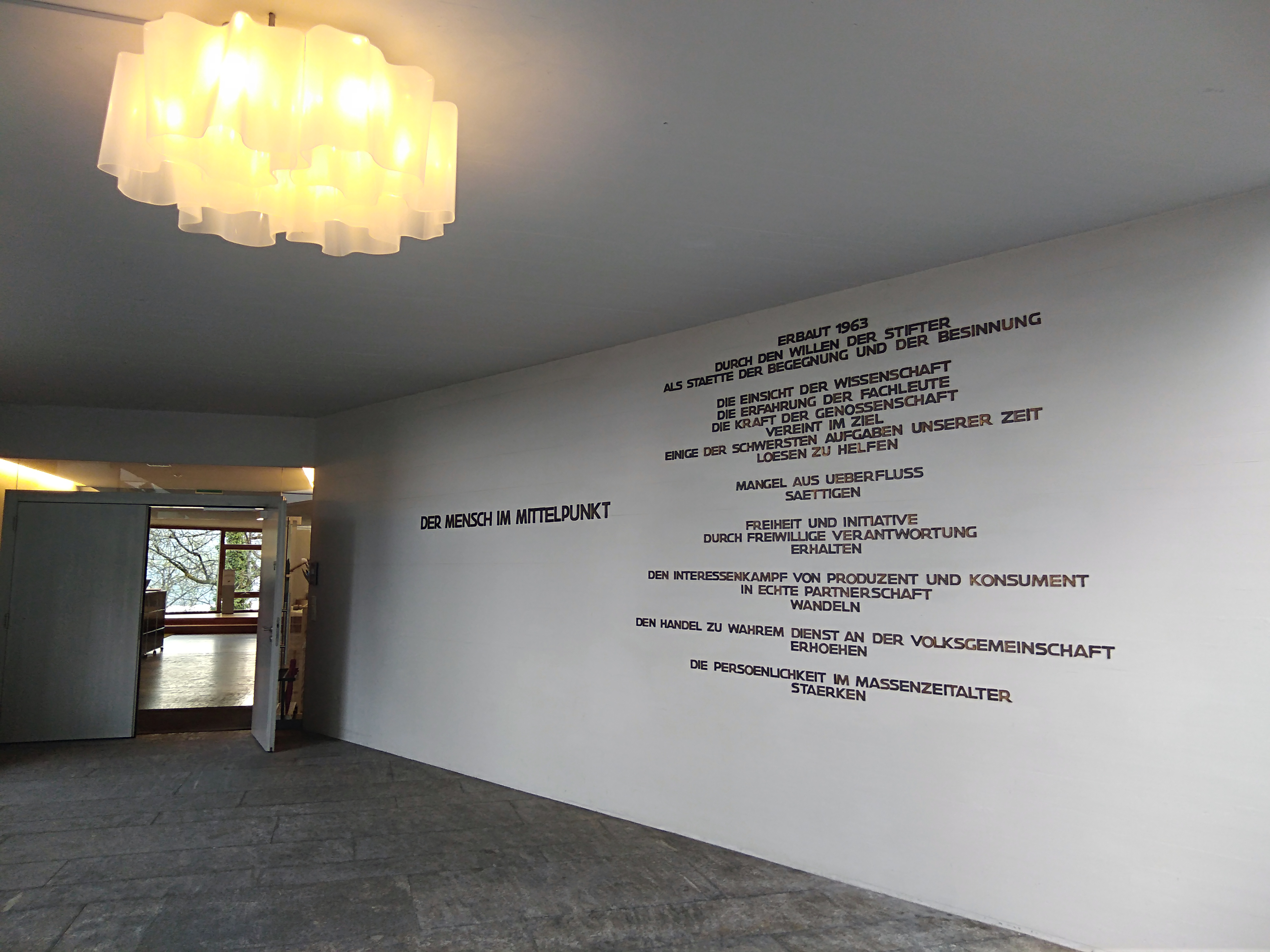
Gottlieb Duttweiler Institut, Inschrift am Eingang

Das Institut betreibt nach eigenen Angaben unabhängige Forschung. Die Einrichtung will damit querständiges und unkonventionelles Denken fördern, um daraus wegweisende Ideen und Konzepte entstehen zu lassen. Das Institut will ein Ort der Begegnung sein und Raum für kühne Ideen und grenzüberschreitende Kommunikation schaffen.
Durch seine Vernetzung sieht sich das Institut als weltweite Wissensplattform. Es werden wirtschaftliche wie auch gesellschaftliche Themen erforscht, diskutiert und der Öffentlichkeit zugänglich gemacht.
Die Inschrift am Eingang des Instituts liest sich:

„Erbaut 1963
durch den Willen der Stifter
als Stätte der Begegnung und der Besinnung
Die Einsicht der Wissenschaft
Die Erfahrung der Fachleute
Die Kraft der Genossenschaft
vereint im Ziel
Einige der schwersten Aufgaben unserer Zeit
lösen zu helfen
Mangel aus Überfluss sättigen
Freiheit und Initiative durch freiwillige Verantwortung erhalten
Den Interessenkampf von Produzent und Konsument in echte Partnerschaft wandeln
Den Handel zu wahrem Dienst an der Volksgemeinschaft erhöhen
Die Persönlichkeit im Massenzeitalter stärken“

## Tätigkeitsfelder
Das Institut konzentriert sich als Ort der Begegnung und des Wissens auf vier Schwerpunkte: Es ist Forschungsstätte und innovativer Think-Tank, bildet mit Leadership-Programmen Führungskräfte aus, entwickelt mit Unternehmen Innovationsstrategien und steht Unternehmen als Veranstaltungsort zur Verfügung.
Im Institut treffen sich regelmässig Experten aus Wirtschaft und Gesellschaft, um Trends und kommende Veränderungen zu diskutieren.

## Themen
Das Gottlieb Duttweiler Institut fokussiert seine Tätigkeiten auf die Branchen Handel, Food und Gesundheit und beleuchtet diese aus den Perspektiven Gesellschaft, Technologie und Umwelt. 
Zahlreiche Entwicklungen von Wirtschaft und Gesellschaft wurden bereits frühzeitig thematisiert. So beschäftigte sich das GDI schon 1964 mit «der Einführung des Abendverkaufs». 1974 machte man sich zu biologischem Landbau Gedanken, 1986 war die «Gentechnologie» ein grosses Thema, und im Jahr 2000 die «Europäisierung der Gastronomie». Die immer älter werdende Gesellschaft wurde 2005 in der Studie «Generation Gold» analysiert. Sie zeigte, wie sich Werte und Einstellungen einer immer älter werdenden Gesellschaft verändern, welcher Lebensstil gepflegt wird und was die «Generation Gold» glücklich macht. Die GDI-Impuls Winterausgabe 2007 befasste sich mit der Professionalisierung der Zukunftsbranche und untersuchte, welche Navigationshilfen die Forscher und Trendagenturen für die Wirtschaft bereithalten.
2008 befasste sich das Institut mit dem gesellschaftlichen und wirtschaftlichen Wandel. In diesem Kontext warnte Stefan Kaiser, Chefredakteur des DU-Magazins, vor der Trojanischen Ökonomie, untersuchte die wichtigsten Felder dieser Entwicklung und zeigte Konsequenzen und Auswege aus der allgegenwärtigen Trojanisierung.

## Preis

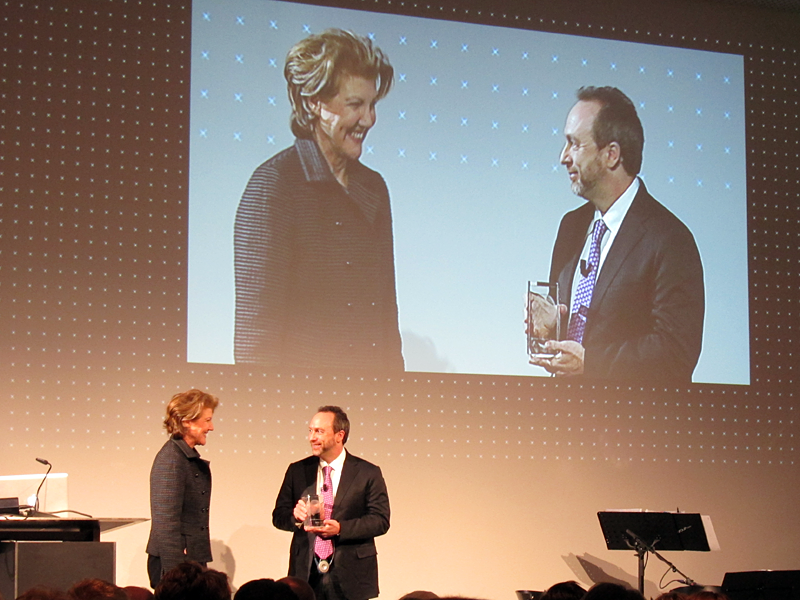
Preisverleihung an Jimmy Wales am 26. Januar 2011 im GDI

Der Gottlieb-Duttweiler-Preis ehrt in unregelmässigen Abständen Persönlichkeiten des öffentlichen Lebens, die sich in herausragender Weise zum Wohle der Allgemeinheit verdient machen und sich durch Mut, Hartnäckigkeit, Engagement und erfolgreiches Einleiten und Umsetzen von nachhaltigen Veränderungen auszeichnen. Der Preis ist derzeit mit 100'000 Schweizer Franken dotiert.
Grosse Resonanz fand 1990 die schweizkritische sogenannte «Gefängnisrede», die der Schriftsteller Friedrich Dürrenmatt als Festredner anlässlich der Verleihung des Preises an den damaligen tschechoslowakischen Präsidenten Václav Havel für alle überraschend hielt. Nicht wenige hielten sie damals für einen Skandal.

### Preisträger
- 1970: Fritz Bramstedt, Würzburg; Ernährungswissenschaftler, „Kampf“ gegen Karies
- 1972: Egon Kodicek, Cambridge; Ernährungswissenschaftler
- 1975: Paul Fabri; Ernährungswissenschaftler, Kampf gegen Übergewicht
- 1988: Lisbeth und Robert Schläpfer (Unternehmer), St. Gallen; Unternehmer Textilbranche
- 1990: Václav Havel; Präsident der Tschechoslowakei
- 1993: Esther Afua Ocloo, Ghana; Unternehmerin und Ernährungswissenschafterin
- 1998: Roger Schawinski, Zürich; Journalist, Medienpionier
- 2004: Joschka Fischer; Aussenminister der BR Deutschland
- 2008: Kofi Annan; UNO-Generalsekretär, Friedensnobelpreisträger
- 2011: Jimmy Wales; Mitgründer der Wikipedia[6]
- 2013: Ernst Fehr, Zürich; Wirtschaftswissenschaftler[7]
- 2015: Tim Berners-Lee; Entwickler des World Wide Web[8]
- 2019: Watson; IBM-Computerprogramm für Künstliche Intelligenz[9]

## Veranstaltungen
Das Institut führt eine Reihe von jährlich wiederkehrenden Veranstaltungen durch. Dazu gehören die «Internationale Handelstagung», der «Europäische Trendtag» und die «International Food Innovation Conference».